# NS 5400
De serie NS 5400 was een serie tenderlocomotieven van de Nederlandse Spoorwegen (NS) en diens voorgangers Maatschappij tot Exploitatie van Staatsspoorwegen (SS) en Nederlandsche Centraal-Spoorweg-Maatschappij (NCS).
De locomotieven kwamen in 1901 in dienst bij de Nederlandsche Centraal-Spoorweg-Maatschappij met de nummers 61-65 voor de lokaaltreinen vanuit
Utrecht Buurtstation naar Nijkerk, Harderwijk en Nunspeet. Ze werden ook in de doorgaande treinen van Zeist via Utrecht naar Amsterdam Weesperpoort ingezet. En voor de zware sneltreinen van Utrecht naar Zwolle werd een locomotief uit deze serie in voorspan voor een locomotief uit de serie 21-30 ingezet.
De locomotieven zijn in de voor de NCS kenmerkende gele kleur in dienst gesteld. De bruine NCS kleurstellingen hebben deze locomotieven niet gekend, daar ze vlak voor de introductie van de bruine kleurstelling nog een gele schilderbeurt hadden gekregen.
In 1919 werd de exploitatie van de NCS overgenomen door de SS, waarbij deze locomotieven in de SS-nummering werden opgenomen als 275-279. Bij de samenvoeging van het materieelpark van de SS en de HSM in 1921 kregen de locomotieven van deze serie de NS-nummers 5401-5405.
De NS zette deze locomotieven, samen met de van de HSM afkomstige serie 5501-5555 waarmee ze grote gelijkenis vertoonden, in Zuid-Limburg, in de Haarlemmermeer en rondom Groningen in. In de jaren 1937-1939 werden de locomotieven buiten dienst gesteld. Er is geen exemplaar bewaard gebleven.

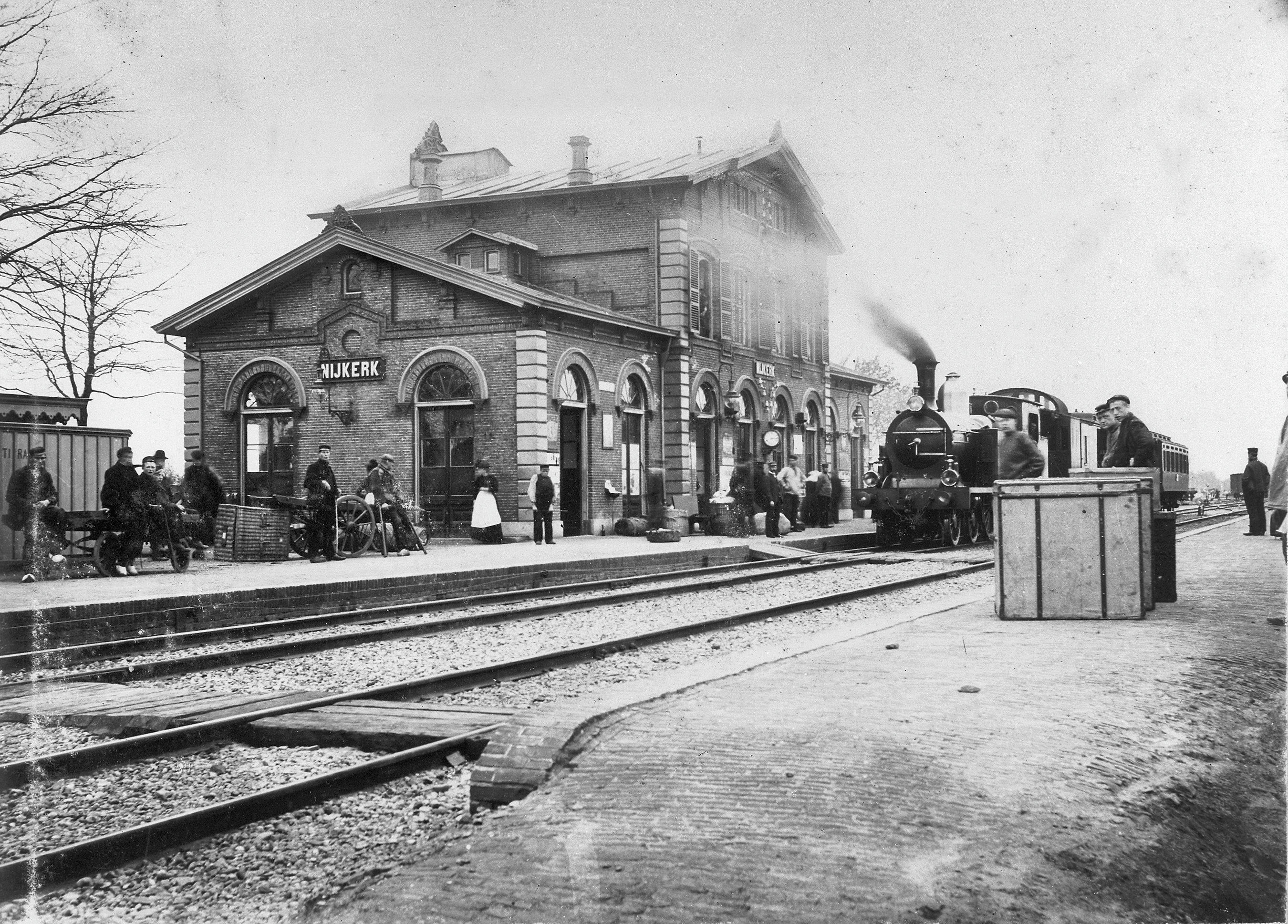
NCS trein, met locomotief uit de serie 61-65, te Nijkerk.

| Fabrieksnummer | In dienst | NCS nummer | SS nummer | NS nummer | Uit dienst | Bijzonderheden |
| -------------- | --------- | ---------- | --------- | --------- | ---------- | -------------- |
| 5892           | 1901      | 61         | 275       | 5401      | 1939       |                |
| 5893           | 1901      | 62         | 276       | 5402      | 1939       |                |
| 5894           | 1901      | 63         | 277       | 5403      | 1939       |                |
| 5895           | 1901      | 64         | 278       | 5404      | 1938       |                |
| 5896           | 1901      | 65         | 279       | 5405      | 1937       |                |